# Changes (Keith-Jarrett-Album)
Changes ist ein Album von Keith Jarrett, Gary Peacock und Jack DeJohnette. Es entstand während der Studiosessions im Januar 1983, bei der auch die beiden ersten Alben des Trios, Standards, Vol. 1 und Standards, Vol. 2 aufgenommen wurden. Es erschien 1984 bei ECM Records. 2007 veröffentlichte ECM die drei Alben gemeinsam in der Neuedition Setting Standards – New York Sessions.

## Hintergrund
Als das Trio im Januar 1983 in New York im Studio Power Station zusammenkam, hatten sich Jarrett, Peacock und DeJohnette schon einmal bei Peacocks Album Tales of Another (ECM, 1977) zusammengefunden.  Am Abend zuvor trafen sie sich mit dem Produzenten Manfred Eicher zum Abendessen, wo Jarrett seinen Mitmusikern seine Ideen für den nächsten Tag erläuterte. Während Peacocks Session ausschließlich aus Originalkompositionen des Bassisten bestand, spielte das Trio um Keith Jarrett 1983 hauptsächlich Jazzstandards, die aus dem Great American Songbook stammten.
Nachdem ausreichend Standards für zwei Alben eingespielt waren, war noch Studiozeit vorhanden und das Trio so begeistert, dass es beschloss, etwas anderes zu versuchen: John Kelman beschrieb die Changes-Session: Das zweiteilige „Flying“, das den Hauptteil von Changes ausmacht, kann Jarrett zwar kompositionell zugeschrieben werden; es handelt sich jedoch praktisch um eine 30-minütige freie Improvisation, die von Peacocks Pedalton in der ersten Hälfte des introspektiven „Flying Part 1“ bis hin zum schwungvolleren „Part 2“ reicht, wo der unerschütterliche Gang des Bassisten nicht nur Jarrett uneingeschränktem Halt bietet für freies Spiel, aber auch für DeJohnette, der einen starken, aber unbestreitbar lockeren Puls liefert, bevor er zu seinem pulsierendsten Solo der gesamten Standards-Session geht. Das balladenhafte „Prism“ ist hingegen eine bereits vorhandene Komposition Jarretts (die Jarrett bereits 1979 mit seinem europäischen Quartett gespielt hatte).

## Titelliste
- Keith Jarrett: Changes (ECM Records ECM 1276[4])
  1. Flying, Part One – 16:03
  2. Flying, Part Two – 14:45
  3. Prism – 6:31

Alle Kompositionen stammen von Keith Jarrett.

## Rezeption

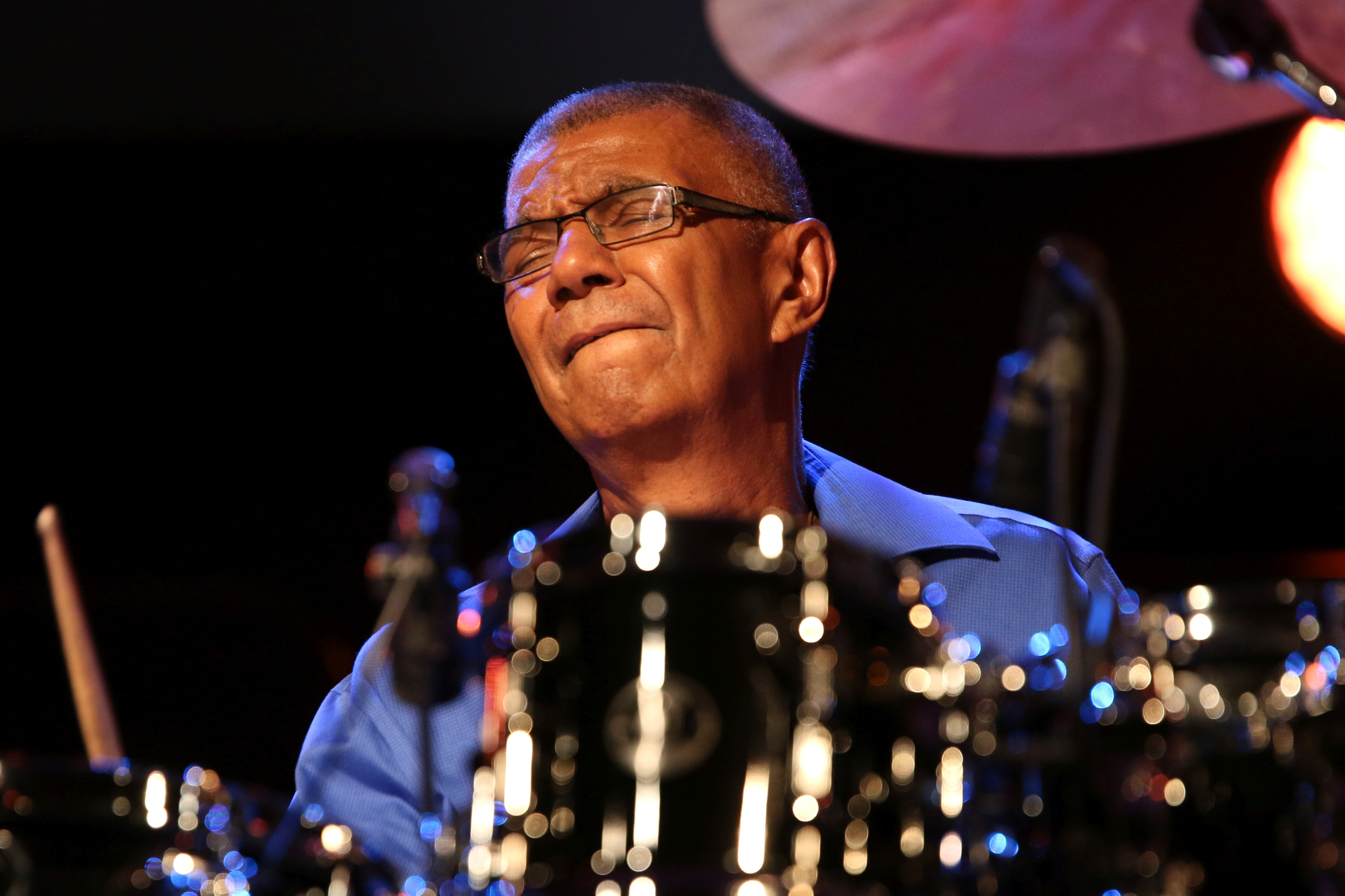
Jack DeJohnette bei einem Auftritt auf dem:Deutschen Jazzfestival.

Die Kritiker Richard Cook und Brian Morton vergaben an das Album drei (von vier) Sterne und schrieben in The Penguin Guide to Jazz, Changes enthalte Originalmaterial, das die gesamte Tradition des Jazz als ein System der Improvisation über die Harmoniewechsel (Changes) tief subversiv und respektvoll wahrnimmt. Typischerweise verwende Jarrett den Begriff mit ganz neuen ästhetischen und philosophischen Überlegungen.
John Kelman meinte in seiner Rezension der Edition Setting Standards 2008 für All About Jazz: „Bei der Neubewertung dieser Musik ist es wichtig, das damalige musikalische Klima zu berücksichtigen. Gegen 1983 entwickelte sich aus dem experimentellen Charakter des Jazz der 1960er und 1970er Jahre ein neuer Neokonservatismus, der durch aufstrebende Young Lions‘, darunter Wynton Marsalis, gestützt wurde. Es könnte sogar möglich sein, Jarretts Abkehr von eher experimentellen Werken wie dem Orgel-Album Keith Jarrett - Invocations/The Moth And The Flame (ECM, 1981) und dem klassisch ausgerichteten The Celestial Hawk (ECM, 1980) so zu verstehen, dass der Pianist darauf zielte, einen Teil dieser Hörerschaft zu gewinnen. Doch es sei ein Fehler zu glauben, man habe das Publikum einer wachsenden revisionistischen und reduktionistischen Jazz-Sichtweise eingekauft.“
S. Victor Aaron urteilte in Something Else!, Changes bilde zwar einen Kontrast zu den (in denselben Sessions entstandenen) Produktionen Standards Vol. 1 und Vol. 2; es „zeigt gleichzeitig Kontinuität. Hier hören wir, wie die gleiche Mannschaft abstraktere Kompositionen anpackt, die länger brauchen, um sich zu offenbaren.“ Der erste Teil von „Flying“ sei „fast ein frei fließender Strom modalen Bewusstseins, während der zweite Teil ein flippiger Shuffle ist, der sich in ein grandioses DeJohnette-Drum-Solo auflöst. Es ist fast so, als ob Jarrett die Melodie vor Ort komponiert hätte, und vielleicht tat er es, genau wie er es in den vergangenen zehn Jahren ohne Begleitung für das Publikum auf der ganzen Welt getan hatte. Aber Peacock und DeJohnette zu dem Mix hinzuzufügen und zu hören, dass sie Jarretts nächsten Schritten folgen und sogar vorhersehen können, ist für eine Combo etwas Ungewöhnliches. Es ist magisch.“
Insgesamt sei Changes nicht viel anders als die Musik, die Jarrett mit seinem europäischen Quartett der siebziger Jahre gespielt hätte, führt Aaron weiter aus. So sei „Prism“ ein Remake eines Jarrett-Songs aus diesem Quartett. Changes stelle „somit eine wichtige Verbindung zu seinen Werken der siebziger Jahre mit seinem Trio der achtziger Jahre und darüber hinaus her.“
Scott Yanow verlieh dem Album in Allmusic vier (von fünf) Sternen und meinte, es sei „eine schöne Abwechslung zu hören, wie Jarrett (der normalerweise ohne Begleitung spielt) mit einem Trio hervorragender Spieler interagiert.“

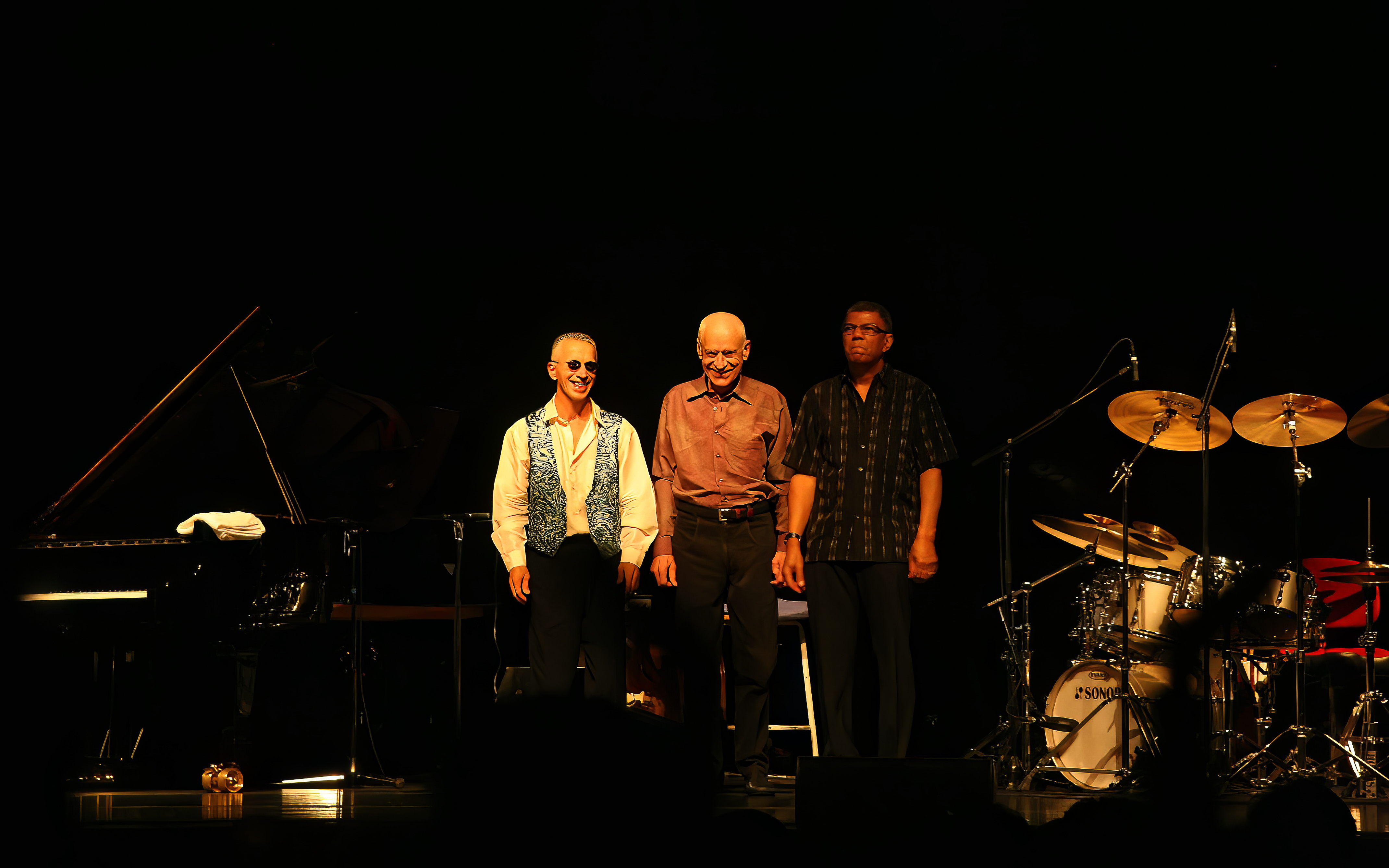
Das Standards Trio (2007 in Montreal)

Thom Jurek schrieb, ebenfalls in Allmusic anlässlich der Neuausgabe, der erste Teil von „Flying“ sei etwas marginaler, aber Jaretts lyrisches Spiel „immer noch fließend und unmittelbar.“ Tatsächlich unterstreiche es, „was bereits geschehen ist, und die Stimme dessen, was als nächstes kommen wird. Gary Peacock spielt hervorragend. Sein rhythmischer Puls und sein harmonisches Fundament bieten sowohl DeJohnette als auch Jarrett so viel Freiraum und Unterstützung, dass er sich zu einer unveränderlichen, aber immer erneuerbaren Kraft der musikalischen Sprache in Bezug auf das Jazz-Idiom entwickelt. Die letzten Momente bestehen aus einer sechseinhalb-minütigen Improvisation namens Prism, die aufgrund ihrer melodischen Struktur und ihres rhythmischen Flusses tatsächlich eine Jarrett-Komposition ist. Es ist reine Lyrik und ein Spiegelbild dessen, wie tief die Songs auf den beiden vorherigen Bänden sein eigenes Spiel und Komponieren zwar beeinflusst haben - dies gilt jedoch auch für das gesamte Trio als Einheit.“